# Operación Ballena (álbum de Leo Saavedra)
Operación Ballena es el segundo álbum del músico chileno solista Leo Saavedra lanzado en plataformas digitales el 21 de agosto del 2020 por el sello Musica & Entretenimiento.
El álbum nace producto del encierro de Leo Saavedra por la pandemia del Covid 19.
Pese a que el disco se lanzó el 21 de agosto de 2020 en plataformas digitales, la versión física en formato CD salió el 21 de enero de 2021.

## Lista de canciones
| Operación Ballena |                       |          |  |
| N.º               | Título                | Duración |  |
| 1.                | «Un sueño recurrente» | 2:45     |  |
| 2.                | «Llorar Jamás»        | 3:49     |  |
| 3.                | «Su Majestad»         | 4:43     |  |
| 4.                | «Volar (432)»         | 4:22     |  |
| 5.                | «La Noche Polar»      | 3:08     |  |
| 6.                | «Bajen»               | 4:17     |  |
| 7.                | «No tengo sombra»     | 4:51     |  |
| 8.                | «Chaitén»             | 4:34     |  |

## Singles
- Volar (17 de abril de 2020)
- La Noche Polar (31 de julio de 2020)
- Su Majestad (21 de agosto de 2020)